# Vệ Cung bá
Vệ Cung bá hay Vệ Cộng bá (chữ Hán: 衞共伯; trị vì: 813 TCN), tên thật là Cơ Dư (姬餘), là vị vua thứ 10 của nước Vệ – chư hầu nhà Chu trong lịch sử Trung Quốc.
Vệ Cung bá là con của Vệ Ly hầu – vua thứ 9 nước Vệ. Năm 813 TCN, Ly hầu mất, Cơ Dư lên nối ngôi, tức là Vệ Cung bá.
Vệ Cung bá có người em là Cơ Hòa được ông yêu quý. Cơ Hòa mưu cướp ngôi, bèn mua chuộc các binh sĩ ngả theo mình. Khi vua cha Ly hầu còn chưa an táng, Cơ Hòa mang các binh sĩ tấn công vào cung. Vệ Cung bá bèn chạy vào nơi quàn thi hài vua cha Ly hầu và tự sát .
Người nước Vệ an táng ông cùng vua cha Ly hầu. Ông chỉ làm vua được một thời gian ngắn. Cơ Hòa lên làm vua, tức là Vệ Vũ công.